# Ignacio Huang
Huang Sheng Huang (chinesisch 黃勝煌), (* 1. Januar 1980 in Taipeh), besser bekannt als Ignacio Huang, ist ein taiwanischer Schauspieler und Grafikdesigner, der in Argentinien lebt und arbeitet.

## Biographie
Ignacio Huang ging im Alter von 11 Jahren mit seiner Familie nach Argentinien, um zusammen mit seinen Eltern und Geschwistern in einer familieneigenen Textilfabrik zu arbeiten. Zunächst standen seine Eltern seinem Wunsch, Schauspieler zu werden, ablehnend gegenüber. Huang begann daraufhin, für die UBA als Grafikdesigner zu arbeiten. Trotzdem begann er 2002, Theaterwissenschaften bei Norman Briski zu studieren. Im letzten Studienjahr belegte er Kurse am Instituto Universitario Nacional del Arte. 

Im Jahre 2003 debütierte er im Theater in dem Stück Charla, unter der Regie von Diego Rodríguez. Später trat er in anderen Theaterstücken auf, beispielsweise in El año de Leberwurst (2006), Ángel (2007) y Dixit (2008). Im Jahre 2006 spielte er in der argentinischen TV-Serie Hermanos y detectives. Seine erste bedeutende Kinorolle hatte er 2007 in dem Film Filmatron (2007). Berühmtheit erlangte er in dem 2011 unter der Regie von Sebastián Borensztein entstandenen Kinofilm Chinese zum Mitnehmen, in dem er an der Seite von Ricardo Darín auftrat. In diesem Film spielt Huang einen jungen Chinesen, der des Spanischen unkundig und ohne Geld in Buenos Aires von dem frustrierten Eisenwarenhändler Roberto (Darín) aufgelesen wird. Später wirkte er in Balneario La Salada mit.

## Rollen

### Kinofilme
| Jahr | Titel                             | Rolle               | Regisseur             | Quelle |
| ---- | --------------------------------- | ------------------- | --------------------- | ------ |
| 2004 | Mujer Mariposa                    | Butterfly           | Walter Guzman         | Ver    |
| 2007 | Inzomnia                          | Arbeiter            | Paula Pollacchi       | Ver    |
| 2007 | Apolonia Borgoña                  | Samurai             | Mariano Ramos         | Ver    |
| 2007 | Filmatron                         | Yama                | Pablo Parés           | Ver    |
| 2008 | Incómodos                         | Panfletero          | Esteban Menis         | Ver    |
| 2008 | La canción del inmigrante (Corto) | Killer              | Federico Menéndez     | Ver    |
| 2008 | Triste (Corto)                    | Wong                | Andrés Testagrossa    | Ver    |
| 2008 | Chikas Vampyras                   | Brad                | Silvio Farah          | Ver    |
| 2008 | El Ratón Pérez 2                  | Journalist          | Andrés G. Schaer      | Ver    |
| 2009 | Pez elefante                      | Rubén               | Wenceslao Bonelli     | Ver    |
| 2010 | Boca de fresa                     | Übersetzer          | Jorge Zima            |        |
| 2010 | La vieja de atrás                 | Supermarktkassierer | Pablo José Meza       | Ver    |
| 2011 | Chinese zum Mitnehmen             | Jun                 | Sebastián Borensztein | Ver    |

### Fernsehproduktionen
| Jahr | Titel                  | Rolle                   | Regisseur                                              | Quelle |
| ---- | ---------------------- | ----------------------- | ------------------------------------------------------ | ------ |
| 2005 | Casados con hijos      | Japanischer Unternehmer | Claudio Ferrari                                        | Ver    |
| 2006 | Hermanos y detectives  | Kamiho                  | Damián Szifrón                                         | Ver    |
| 2013 | Taxxi, amores cruzados | Taxifahrer              | Diego Palacio, Viviana Guadarrama y Juan Pablo Laplace |        |
| 2014 | Mi viejo verde         | -                       | Carlos Luna                                            |        |
| 2014 | Guapas                 | Ricardo                 | Daniel Barone y Lucas Gil                              |        |

### Theaterauftritte
| Jahr | Stück                            | Funktion                        | Rolle   | Quelle |
| ---- | -------------------------------- | ------------------------------- | ------- | ------ |
| 2003 | Charla                           | Schauspieler                    | Pingui  | Ver    |
| 2004 | Elma Mut en la bañera            | Schauspieler                    |         | Ver    |
| 2005 | Monstruos humanos                | Schauspieler                    | Turist  | Ver    |
| 2005 | La quinta trompeta               | Schauspieler                    |         | Ver    |
| 2005 | Soy Sonia Naumann                | Schauspieler                    |         | Ver    |
| 2006 | El año de Leberwurst             | Schauspieler                    | Fabo    | Ver    |
| 2007 | Angel (Musical Queer)            | Schauspieler                    | Uriel   | Ver    |
| 2008 | Dixit                            | Schauspieler und Grafikdesigner | Germán  | Ver    |
| 2009 | El mensajero                     | Schauspieler und Grafikdesigner | Kurier  | Ver    |
| 2013 | Fotografías de gritos de pájaros | Schauspieler                    | Patient | Ver    |